# Bahnhof Gottenheim
Der Bahnhof Gottenheim ist der Bahnhof der baden-württembergischen Stadt Gottenheim im Breisgau. Heute ist der Bahnhof Gottenheim neben den beiden Endpunkten der wichtigste Bahnhof der Breisacher Bahn Freiburg–Gottenheim–Breisach sowie Ausgangspunkt der Kaiserstuhlbahn nach Bahlingen–Riegel Ort.

## Geschichte
Als Teilstück einer geplanten europäischen Ost-West-Verbindung wurde der Bahnhof Gottenheim als eine Station der Strecke Freiburg – Breisach am 14. September 1871 fertig gestellt. Nach dem Bau der Eisenbahnbrücke über den Rhein bei Breisach 1878 wurde die Strecke bis ins elsässische Colmar weitergeführt.
Am 15. Dezember 1884 wurde die private Bahnstrecke Gottenheim – Riegel – Endingen der Kaiserstuhlbahn offiziell in Betrieb genommen. Damit wurde Gottenheim zu einem Abzweigbahnhof. Ein Jahr später (1895) wurde die Strecke mit dem Abschnitt Endingen – Breisach vervollständigt. Erbauer war das Badische Eisenbahnkonsortium aus Bank für Handel und Industrie, Rheinischer Kreditbank und Bankhaus W. H. Ladenburg & Söhne unter dem Eisenbahnunternehmer Herrmann Bachstein, das die Bahn am 8. Dezember 1897 mit Wirkung zum 1. April 1897 gemeinsam mit der Bregtalbahn sowie der Zell-Todtnauer-Eisenbahn in die Süddeutsche Eisenbahn-Gesellschaft (SEG) einbrachte.
Die Breisacher Bahn verkehrte bis zur Zerstörung der Breisacher Eisenbahnbrücke über den Rhein 1945 von Breisach aus weiter bis ins französische Colmar.
In den 1970er Jahren überlegte die Deutsche Bundesbahn, die Breisacher Bahn wegen angeblicher Unwirtschaftlichkeit stillzulegen, wozu es jedoch nicht kam.
Unter dem Projektnamen „Breisgau-S-Bahn 2005“ wurde auf der Breisacher Bahn und der östlichen Kaiserstuhlbahn ein neues Verkehrskonzept entwickelt. Beide Bahnstrecken wurden ausgebaut, die Bahnhöfe modernisiert und das Fahrplanangebot deutlich ausgeweitet. Auf der Breisacher Bahn übernahm die Breisgau-S-Bahn GmbH 1997 den Betrieb von der Deutsche Bahn AG. Seit Mai 2000 verkehren die Züge der SWEG auf der östlichen Kaiserstuhlbahn zwischen Gottenheim und Bahlingen im Halbstundentakt, weiter nach Endingen im Stundentakt.
In der Kooperationsvereinbarung zwischen RVG und Nahverkehrsgesellschaft Baden-Württemberg (NVBW) vom 11. März 2009 war der weitere Ausbau der Breisacher Bahn und der Kaiserstuhlbahn vorgesehen. Geplant war die Elektrifizierung beider Strecke sowie der barrierefreie Ausbau der Bahnhöfe bis zum Jahr 2018. In Gottenheim werden die aus Richtung Freiburg kommenden Züge in Richtung Breisach und Endingen geflügelt, wodurch mehr umsteigefreie Verbindungen entstehen. Dafür musste auch im Westen des Bahnhofes eine Gleisverbindung hergestellt werden, die die Kaiserstuhlbahn auch an die Gleise 1 und 2 anbindet. Darüber war ein zeitweiliger 15-Minuten-Takt zwischen Gottenheim und Freiburg vorgesehen. Am 31. Januar 2019 wurden der besetzte Bahnhof und das mechanische Stellwerk geschlossen. Die Umbauarbeiten an der Strecke dauerten noch bis Ende 2019 dauern.
Im Dezember 2019 war die elektrische Oberleitung fertig gestellt, wegen Fahrzeugmangels konnte der elektrische Betrieb erst 2020 beginnen.

## Empfangsgebäude
2007 kaufte die Gemeinde Gottenheim das Empfangsgebäude der Deutschen Bahn ab. 2010 wurde es an einen Gottenheimer Investor weiterverkauft, welcher das Gebäude umfassend sanierte und die historischen Merkmale aus der Anfangszeit des Bahnhofs weitgehend beibehielt. Im Erdgeschoss wurde das Restaurant Gerome’s Canadian Coffee Lounge eingerichtet. 2019 wurden die Dienststellen der DB im Bahnhof geschlossen.

## Gleisanlagen
Der Bahnhof Gottenheim besitzt drei Bahnsteiggleise an einem Haus- und einem Inselbahnsteig. Der Zugang zum Mittelbahnsteig an den Gleisen 2 und 3 erfolgt seit Dezember 2019 über eine Unterführung. Der schrankengesicherte Gleisübergang über die Gleise 1 und 2 wurde im Zuge des Umbaus 2019 entfernt. Gleis 1 dient in der Regel den BSB-Zügen nach Breisach, Gleis 2 den BSB-Zügen nach Freiburg und Gleis 3 den SWEG-Zügen nach Bahlingen–Riegel–Endingen.
Die Züge der Kaiserstuhlbahn fuhren von Anfang an in den Staatsbahnhof ein, es gab wie heute einen gemeinsamen Bahnsteig. Außer dem Bahnsteiggleis war nur ein Umfahrgleis und die Zufahrt zum Güterschuppen vorhanden, das Umfahrgleis ist entfernt.

## Verkehr

### Bahnverkehr
Die Breisgau-S-Bahn, das Regionalbahnangebot im Raum Freiburg, verbindet Gottenheim im Halbstundentakt auf der Breisacher Bahn mit Freiburg und Breisach sowie auf der Kaiserstuhlbahn mit einigen Kaiserstuhl-Gemeinden.
| Linie | Verlauf | Takt                                                                                                  | Betreiber |
| ----- | --- | --- | --------- |
| S1    | Breisach – Ihringen – Wasenweiler – Gottenheim – Hugstetten – (Freiburg-Landwasser – Freiburg Messe/Universität –) (sonn-/feiertags nur stündlich) Freiburg Klinikum – Freiburg (Breisgau) Hbf – Freiburg-Wiehre – Freiburg-Littenweiler – Kirchzarten – Himmelreich – Hinterzarten – Titisee – Feldberg-Bärental – Altglashütten-Falkau – Aha – Schluchsee – Seebrugg Züge verkehren zwischen Gottenheim und Freiburg Hbf vereinigt mit S11 von/nach Endingen, Züge nach und von Seebrugg verkehren zwischen Freiburg Hbf und Titisee vereinigt mit S10 nach/von Villingen Stand: Fahrplanwechsel Dezember 2022 | 30 min (Breisach–Freiburg Hbf) 20/40 min (Freiburg Hbf–Kirchzarten/Titisee) 60 min (Titisee–Seebrugg) | DB Regio  |
| S11   | Endingen am Kaiserstuhl – Riegel am Kaiserstuhl Ort – Bahlingen am Kaiserstuhl – Bahlingen-Riedlen – Nimburg (Baden) – Eichstetten am Kaiserstuhl – Bötzingen Mühle – Bötzingen – Gottenheim – Hugstetten – (Freiburg-Landwasser – Freiburg Messe/Universität –) (sonn-/feiertags nur stündlich) Freiburg Klinikum – Freiburg (Breisgau) Hbf – Freiburg-Wiehre – Freiburg-Littenweiler – Kirchzarten – Himmelreich – Hinterzarten – Titisee – Neustadt (Schwarzw) Züge verkehren zwischen Gottenheim und Freiburg Hbf vereinigt mit S1 von/nach Breisach Stand: Fahrplanwechsel Dezember 2022                    | 30 min (Endingen–Freiburg Hbf) 20/40 min (Freiburg Hbf–Kirchzarten/Titisee) 60 min (Titisee–Neustadt) | DB Regio  |

### Busverkehr
Beim Bahnhof Gottenheim befindet sich eine Bushaltestelle, über welche der öffentliche Personennahverkehr auf der Straße an den Bahnhof Gottenheim angebunden ist.

### Radverkehr
Ab 2026 soll am Bahnhof Gottenheim eine Station des Fahrradverleihsystems Frelo entstehen. Weitere Stationen bestehen in Bötzingen, Umkirch, March und Waltershofen.
Der Bahnhof Gottenheim ist Ausgangspunkt für Radtouren rund um den Kaiserstuhl und den Tuniberg. Entlang der Breisacher Bahn soll der Radschnellweg von Freiburg nach Breisach verlaufen, der auch den Bahnhof Gottenheim mit Wasenweiler, Umkirch und Hugstetten verbindet.

## Besondere Vorkommnisse
Am 7. März 2016 gegen 16 Uhr verhinderte der Lokführer der einfahrenden Breisgau-S-Bahn aus Richtung Freiburg einen Zusammenprall mit dem auf Gleis 3 stehenden SWEG-Zug von Endingen, da die Weichen im Bahnhof Gottenheim zu diesem Zeitpunkt falsch gestellt waren.